# Вільшанка (Львівський район)
Вільша́нка —  село в Україні, у Львівському районі Львівської області. Населення становить 25 осіб. Орган місцевого самоврядування - Рава-Руська міська рада.

## Історія
Село належало до Равського повіту. На 01.01.1939 в селі проживало 130 мешканців, з них 70 українців-грекокатоликів і 60 поляків.